# Basilia rondanii
Basilia rondanii is een vliegensoort uit de familie van de luisvliegen (Hippoboscidae). De wetenschappelijke naam van de soort is voor het eerst geldig gepubliceerd in 1956 door Guimaraes and d'Andretta.